# 우크라이나 프리미어리그
우크라이나 프리미어리그(우크라이나어: Прем'єр-ліга 프레메르 리하[*], Premyer-liha)는 우크라이나의 최상위 축구 대회이다. 이 리그는 1991년에 설립되었으며 2024-25 시즌 현재 34번째 시즌을 맞고 있다.
16개 팀이 리그에 참가한다. 시즌이 끝나면 상위권 팀들은 우크라이나를 대표하여 유럽 클럽 대항전에 진출할 수 있는 기회를 얻고, 마찬가지로 하위권 팀은 강등의 아픔을 겪게 된다. 2008-09 시즌까지 FC 디나모 키이우는 18번의 시즌 동안 13번의 우승을 차지했다. SC 타우리야 심페로폴이 첫 번째 시즌에서 첫 번째 우승을 하였고, FC 샤흐타르 도네츠크가 4번의 우승을 차지하였다.
하위 리그는 우크라이나의 프로 축구리그(PFL)에서 관리를 한다. PFL은 67개의 클럽을 대표하며, 78개의 팀을 대표하는 리그이다. (한 클럽이 두 개 이상의 팀을 보유하여 다른 디비전에서 활동하는 경우가 있음) PFL은 1996년에 설립되었으며, 이전에는 우크라이나 축구 연맹에서 관리를 하였다. 2018-19 시즌부터(국내 성적 기준은 2017-18 시즌부터 적용함) 리그 우승 팀이 UEFA 챔피언스리그 본선 조별 리그에 직행하고 2위 팀이 3차 예선에 진출한다. 3위 팀이 UEFA 유로파리그 3차 예선에, 4위 팀이 2차 예선에 진출한다.

## 참가팀 (2024-25 시즌)
| 팀                       | 홈 도시                           | 경기장                                        | 관중수용규모                           | 2023–24년 시즌 순위 | 첫 참가시즌 | 참가시즌 수 |
| ------------------------ | --------------------------------- | --------------------------------------------- | -------------------------------------- | ------------------- | ----------- | ----------- |
| 초르노모레츠 오데사      | 오데사                            | 초르노모레츠 경기장                           | 34,164                                 |                     | 1992        | 25          |
| 데스나 체르니히우        | 체르니히우                        | 체르니히우 경기장                             | 12,060                                 |                     | 2018–19     | 4           |
| 디나모 키이우a           | 키이우                            | 아레나 르바우 유제프 피우수트스키 원수 경기장 | 34,915 15,114                          |                     | 1992        | 31          |
| 인훌레츠 페트로베        | 페트로베 (크로피우니츠키)         | 지르카 경기장 (임시 홈구장)                   | 14,628                                 |                     | 2020–21     | 2           |
| 콜로스 코발리우카        | 코발리우카                        | 콜로스 경기장                                 | 5,000                                  |                     | 2019–20     | 3           |
| FC 리비우                | 리비우                            | 아레나 리비우                                 | 34,915                                 |                     | 2008–09     | 5           |
| 메탈리스트 1925 하르키우 | 하르키우                          | 메탈리스트 경기장                             | 40,003                                 |                     | 첫 참가     | 1           |
| FC 미나이                | 미나이 (우주호로드)               | 아반하르드 경기장                             | 12,000                                 |                     | 2020–21     | 2           |
| FC 올렉산드리야          | 올렉산드리야                      | 니카 경기장                                   | 7,000                                  |                     | 2001–02     | 10          |
| FC 루흐 리비우           | 리비우                            | 아레나 리비우                                 | 34,915                                 |                     | 2020–21     | 2           |
| FC 샤흐타르 도네츠크a    | 도네츠크 (키이우)                 | 펠틴스 아레나(임시)                           | 16,307(입석) 54,740(국제) 62,271(국내) |                     | 1992        | 31          |
| NK 베레스 리우네         | 리우네 (루츠크)                   | 아반하르드 경기장 (임시 홈구장)               | 12,080                                 |                     | 1992–93     | 5           |
| 보르스클라 폴타바        | 폴타바                            | 올렉시 부토우스키 보르스클라 경기장           | 24,795                                 |                     | 1996–97     | 26          |
| 조랴 루한스크            | 루한스크(명목상) 자포리자(사실상) | 슬라부티치 아레나                             | 11,883                                 |                     | 1992        | 21          |

a: 한번도 강등되지 않은 팀

## 우승팀
| 클럽                          | 우승 | 준우승 | 3위 | 우승 연도 |
| ----------------------------- | ---- | ------ | --- | --- |
| 디나모 키이우                 | 15   | 11     | 1   | 1992–93, 1993–94, 1994–95, 1995–96, 1996–97, 1997–98, 1998–99, 1999–2000, 2000–01, 2002–03, 2003–04, 2006–07, 2008–09, 2014–15, 2015–16, 2020–21 |
| 샤흐타르 도네츠크             | 12   | 12     | –   | 2001–02, 2004–05, 2005–06, 2007–08, 2009–10, 2010–11, 2011–12, 2012–13, 2013–14, 2016–17, 2017–18, 2018–19, 2019–20                              |
| 타우리야 심페로폴             | 1    | –      | –   | 1992 |
| 드니프로 드니프로페트로우스크 | –    | 2      | 7   | |
| 초르노모레츠 오데사           | –    | 2      | 3   | |
| 메탈리스트 하르키우           | –    | 1      | 6   | |
| 메탈루르흐 도네츠크           | –    | –      | 3   | |
| 크리우바스 크리비 리흐        | –    | –      | 2   | |
| 보르스클라 폴타바             | –    | –      | 2   | |
| 카르파티 리비우               | –    | –      | 1   | |
| 조랴 루한스크                 | –    | –      | 1   | |
| 합계                          | 27   | 27     | 26  | |

참고
- 이탤릭체로 나태는 것들은 해체되거나 프로팀 지위를 상실한 것들이다.
- 2014년에 러시아의 크림 공화국 합병으로 인해 해산된, SC 타우리야 심페로폴은 2015년에 헤르손주의 베리슬라우에서 재창단했다 (인근 지역).

## 같이 보기
- 페르샤 리하